# Модель Васичека
Модель Васичека (Vasicek) — однофакторная равновесная математическая модель, описывающая эволюцию так называемой мгновенной процентной ставки.
Является простейшей моделью, описывающей процесс с возвратом к среднему уровню.

## Описание
Модель предложена Олдржихом Вашичеком в 1977 году. Однофакторность связана с тем, что в модели участвует лишь один источник неопределённости динамики ставки. В рамках данной модели предполагается, что процентная ставка колеблется вокруг некоторого среднего уровня.
Эта модель стала первой, учитывающей тенденцию процентных ставок к возврату к среднему (англ. mean reversion): процентные ставки не могут расти до бесконечности, так как их высокий уровень ограничит экономическую деятельность и после определённого предела сведет её на нет; с другой стороны, ставки естественным образом ограничены снизу. Таким образом, ставки должны двигаться в ограниченном диапазоне.
Недостаток модели Васичека заключается в нормальном распределении, что кроме всего прочего теоретически допускает отрицательные значения ставки (как показала практика ставок в евро, отрицательные ставки хоть и маловероятны, но все-таки возможны).

## Математическая модель
Математически модель записывается в виде следующего стохастического дифференциального уравнения диффузионного типа (уравнение Орнштейна — Уленбека):
{\displaystyle dr_{t}=\kappa (\theta -r_{t})dt+\sigma dW_{t}},
где:
- {\displaystyle W_{t}} — винеровский процесс
- {\displaystyle \theta } — средний (долгосрочный) уровень процентной ставки,
- {\displaystyle \kappa } — параметр, характеризующий скорость возврата к среднему значению
- {\displaystyle \sigma } — параметр волатильности. В модели Васичека волатильность ставки не зависит от текущего значения ставки.

В 1990 и 1991 годах были представлены модели, соответственно, Блэка — Дермана — Тоя и Блэка — Карасинского, вводящие нестационарную волатильность.
Решение уравнения приводит к следующей модели в интегральной форме:
{\displaystyle r_{t}=r_{0}e^{-\kappa t}+\theta (1-e^{-\kappa t})+\sigma e^{-\kappa t}\int _{0}^{t}e^{\kappa s}dW_{s}}
Отсюда математическое ожидание и волатильность ставки равны:
{\displaystyle E(r_{t})=r_{0}e^{-\kappa t}+\theta (1-e^{-\kappa t})=\theta +(r_{0}-\theta )e^{-\kappa t}~,~~V_{t}(r_{t})={\frac {\sigma ^{2}}{2\kappa }}(1-e^{-2\kappa t})}
Следовательно при {\displaystyle t\rightarrow \infty } имеем долгосрочный средний уровень ставки и волатильность {\displaystyle E(r)=\theta ~,~~V(r)={\frac {\sigma ^{2}}{2\kappa }}}

## Кривая доходности
Если процесс, описывамый моделью Васичека, задан в  риск-нейтральной мере, то стоимость  дисконтной облигации с единичным номиналом равна:
{\displaystyle P(t,T)=e^{A(t,T)-B(t,T)r_{t}}},
где {\displaystyle B(t,T)={1-e^{-\kappa (T-t)} \over \kappa }}, {\displaystyle A(t,T)=(\theta -{\sigma ^{2} \over 2\kappa ^{2}})[B(t,T)-(T-t)]-{\sigma ^{2} \over 4\kappa }B(t,T)^{2}}
Соответственно кривая доходности (срочная структура процентных ставок), соответствующая модели Васичека, в терминах непрерывных ставок {\displaystyle r(t,T)=-{\ln P(t,T) \over T-t}} имеет вид:
{\displaystyle r(t,T)=r_{\infty }+(r_{t}-r_{\infty }){\frac {1-e^{-\kappa (T-t)}}{\kappa (T-t)}}+{\frac {\sigma ^{2}(1-e^{-\kappa (T-t)})^{2}}{4\kappa ^{3}(T-t)}}},       {\displaystyle r_{\infty }=\theta -{\sigma ^{2} \over 2\kappa ^{2}}}
В случае если изначально модель Васичека задана в физической вероятностной мере, то формула для кривой аналогична, но величина {\displaystyle r_{\infty }} увеличивается на слагаемое {\displaystyle \lambda \sigma /\kappa }, где {\displaystyle \lambda } - так называемая рыночная цена риска, определяемая из условия отсутствия арбитража при формировании облигаций с разными сроками до погашения.